# Prins van Retie
Prins(es) van Retie is een onofficiële dynastieke titel die aan een lid van het Belgische koninklijk huis gegeven wordt.  De titel verwijst naar de Antwerpse gemeente Retie.  In het Frans schrijft men nu ook Retie voor de gemeente maar voor de titel gebruikt men nog een oude schrijfwijze Rethy of Réthy.  Lilian Baels was onofficieel prinses van Retie; koning Leopold III van België, haar echtgenoot, had haar deze titel toegekend tijdens de Tweede Wereldoorlog. Er werd verondersteld dat hij, eenmaal de oorlog voorbij, de toekenning van de titel officieel zou maken maar dit is echter nooit gebeurd.